# Central de Servicio de Mensajes Cortos
La Central de Servicio de Mensajes Cortos o SMSC (siglas en inglés de Short Message Service Center) es un elemento de la red de telefonía móvil cuya función es de enviar/recibir mensajes de texto (servicio de mensajes cortos o SMS).

## Funcionamiento
1. En el momento que un usuario envía un mensaje de texto (SMS) a otro usuario lo que sucede es que el teléfono envía dicho mensaje a la SMSC correspondiente al operador del usuario remitente.
2. La SMSC guarda el mensaje y lo entrega a su destinatario cuando este se encuentra en cobertura.
3. Por lo general la SMSC, dentro de los cientos de parámetros configurables que se pueden modificar, dispone de un tiempo máximo durante el cual el mensaje es guardado, si en ese tiempo el destinatario no es localizado, el mensaje es desestimado, cabe decir que también el usuario remitente puede especificar el tiempo máximo, pero siempre siendo el configurado en la SMSC el determinante.

## Protocolos
Para la transmisión y recepción de los SMS, las SMSC utilizan interfaces de red convencionales, así como algunos desarrollados específicamente para las comunicaciones sobre red móvil.
Algunos de los protocolos más utilizados son los siguientes: 
- SMPP (Short Message Peer-to-Peer).
  - más extendido y no propietario.
- EMI/UCP (External Machine Interface/Universal Computer Protocol)
  - protocolo propietario, desarrollado por LogicaCMG.
- CIMD (Computer Interface to Message Distribution).
  - propietario, desarrollado por Nokia para sus SMSC Artuse.
- OIS (Open Interface Specification).
  - propietario, desarrollado por Sema Group (actualmente Airwide Solutions).

## Compañías
Las principales compañías suministradoras de SMSC en GSM son:
- Acision[1] (resultante de la división de LogicaCMG)
- Airwide Solutions
- ATS Advance Technology Solutions[2]
- Comverse Technology
- Huawei
- LeibICT[3]
- Lucent
- Motorola
- Nokia
- Skynet Telecom
- Telesoft
- Unisys